# Sydonia
Sydonia, Sidonia – imię żeńskie pochodzące z łaciny, oznaczające „kobieta z miasta Sydon”. Imię to pojawiło się w Polsce w XIX w. Uważano niekiedy, że czeskie imię Zdenka jest odpowiednikiem Sydonii, niemniej rozpowszechnienie tego pierwszego imienia już w XII–XIII wieku i względna rzadkość Sydonii powodują, że należy zakładać, iż imion tych nie łączy ze sobą związek. 
Sydonia imieniny obchodzi 6 czerwca i 23 sierpnia.
Znane osoby noszące imię Sydonia:
- Sydonia — córka arcyksiężniczki Kunegundy Habsburg i księcia Bawarii, Albrechta IV Wittelsbacha; prawnuczka Cymbarki Piastówny
- Anna Sydonia cieszyńska, księżniczka cieszyńska
- Maria Sydonia cieszyńska, księżniczka cieszyńska
- Sydonia von Borck, szlachcianka szczecińska, ścięta i spalona na stosie jako czarownica
- Sidonia Hedwig Zäunemann, niemiecka poetka
- Sidonie-Gabrielle Colette, znana pod pseudonimem Colette, francuska pisarka
- Sidonie Goossens, brytyjska harfistka
- Sidonia Błasińska, aktorka teatralna
- Sidonia Jędrzejewska, podsekretarz stanu w Urzędzie Komitetu Integracji Europejskiej.
- święta Sydonia Gruzińska

Męski odpowiednik: Sydoniusz.
Zobacz też: (579) Sidonia.